# 서브머전스
《서브머전스》(영어: Submergence)는 2017년 제작된 드라마, 로맨스, 스릴러 영화이다. 빔 벤더스가 감독을, 에린 디그냄이 각본을 맡았다. J.M 레드가드의 동명 소설이 영화의 원작이다. 2017 토론토 국제 영화제에서 상영되었다.

## 줄거리
재능 있지만 별난 생체 수학자 대니엘 플린더스는 노르망디 해안의 해변 호텔에 머무는 동안 소말리아 지하디스트 지도자들을 찾기 위해 소말리아로 이동할 예정인 영국 요원 제임스 모어를 만난다. 둘은 머무는 동안 우정을 쌓고 결국 연인 관계가 된다. 그들의 대화는 주로 그녀의 중요한 해저 작업에 관한 것으로, 그녀는 그것이 다른 행성의 생명체에 대한 통찰력을 줄 수 있다고 믿는다. 서로를 알아가는 동안 모어는 자신의 직업을 대부분 숨기고 아프리카 비영리 단체의 수력 엔지니어라고 주장한다. 어둠 속에서 삶과 죽음에 대한 그녀의 이상하고 내성적인 생각은 모어에게 매력적이면서도 당혹스럽다. 어느 순간 (최근의 폭탄 테러와 테러리스트 저지에 대한 생각에) 모어는 지구상의 생명체에 대한 플린더스의 단면적인 과학적 관점에 화를 낸다. 그러나 그들이 각자의 임무를 위해 떠날 때, 서로에게 깊은 애정을 가지고 있으며 재회할 계획임이 분명해진다.
소말리아에 상륙하자마자 모어는 의심스러운 소말리아 테러리스트들에게 납치된다. 그들은 그가 비영리 단체에서 일하는 수문학 엔지니어라고 믿지 않는다. 그는 여러 은신처로 옮겨지고 고문을 당한다. 그는 자신의 이야기를 굳게 지키며 다음 지도자들에게 넘겨지는데, 그들은 그를 무너뜨리기로 결심한다. 그러나 그의 납치범들은 그의 치아에 있는 가짜 교정기가 어떤 장치를 숨기고 있다는 것을 발견하지 못했다. 그는 결국 엄격한 이슬람 법을 따르지 않는 여성들과 소말리아 주민들에 대한 끔찍한 전쟁 범죄를 목격한 후 그 단체의 주요 군벌에 의해 끌려간다. 섀디드 박사는 그를 치료해 주지만, 결국 그가 죽을 것이라고 경고한다.
한편 플린더스는 그린란드 해의 연구선에 탑승하여 심해 잠수정을 기다리고 있으며, 화학 기반 생명체 (빛의 부족)를 통해 그녀의 생명 이론을 증명할 수 있는 해저 열수 분출구를 방문할 차례를 기다리고 있다. 임무가 진행될수록 그의 연락 부족은 그녀를 불안하게 만들고 임무 수행에도 문제가 생긴다. 그녀는 모어에 대한 집착 때문에 더 나은 인터넷 통신을 위해 배를 떠나달라고 요청한다. 그녀는 그의 거절에 슬퍼하고 매우 산만해하며 그를 잃을 각오를 한다. 그녀는 마침내 오랫동안 기다려온 잠수정에서의 연구 항해를 위해 제시간에 배로 돌아온다.
모어는 미군 기지에서 매우 가까운 해변 거점으로 끌려간다. 지하디스트들은 군대를 죽이기 위해 일련의 자살 공격을 감행할 계획이다. 군벌은 자신이 모어가 MI6 요원임을 알고 있다고 주장하며, 다양한 고문 심리전에도 불구하고 그를 무너뜨리지 못한다.
동시에 해저에 있는 플린더스는 마침내 연구를 위한 샘플을 수집한다. 갑자기 잠수정의 모든 전력이 끊기고 배터리 재부팅 시도가 실패한다. 희미한 노트북 불빛만으로 그녀는 궁극적인 어둠과 삶과 죽음에 대한 예지적인 우울한 생각을 다시 한번 읊는다. 이 낭송은 승무원들을 공황 상태에 빠뜨리지만, 그녀의 생각은 모어와 함께 호텔에 있었던 시간으로 향한다. 승무원들은 갑자기 백업 배터리를 작동시키는 데 성공하고 플린더스를 포함한 모든 사람의 안도감을 자아낸다. 잠수정은 그녀의 임무를 뒤로하고 천천히 수면으로 다시 떠오른다.
지쳐서 해변에 앉아 있던 모어는 자살 조끼를 만드는 동안 공격 계획을 엿듣는다. 그는 돌아서서 입에서 마이크로 GPS 비콘인 교정기를 빼낸다. 그들이 산만해진 틈을 타 그는 바다 쪽으로 걸어간다. 갑자기 미사일로 무장한 AH-64 아파치 헬리콥터가 모어가 바다로 뛰어들어 충격파를 피하기 위해 잠수하는 순간 전체 단지를 파괴한다.
영화의 마지막 장면은 모어가 밝은 태양을 향해 몸을 돌리는 모습이다. 영화는 흰색으로 희미해지고 플린더스의 얼굴이 희미하게 나타난다.

## 출연

### 주연
- 제임스 맥어보이
- 알리시아 비칸데르

### 조연
- 알렉산더 시디그
- 야니크 슈먼
- 레다 카텝
- 셀린 존스
- 하비 프리드만
- 고데하르트 기에세
- 제스 리오딘

## 기타
- 의상: 비나 다이겔러